# Entzheim
Entzheim – miejscowość i gmina we Francji, w regionie Grand Est, w departamencie Dolny Ren.
Według danych na rok 1990 gminę zamieszkiwało 1796 osób, 220 os./km².
Miejscowość znana jest głównie dzięki bitwie, jaka miała tu miejsce 4 października 1674 roku, podczas wojny Francji z koalicją.